# Waldhufen-Vierkirchen

Gebietsstand der geplanten Gemeinde im Verwaltungsverband Diehsa, dem sie angehören soll

Waldhufen-Vierkirchen ist der Name einer geplanten Gemeinde, die aus den bisherigen Gemeinden Waldhufen und Vierkirchen im sächsischen Landkreis Görlitz bestehen soll. Die Gemeinde sollte nach einem entsprechenden Bescheid vom 20. Dezember 2024 zum Jahresanfang 2025 gegründet werden. Die Stadt Reichenbach/O.L. als erfüllende Gemeinde der gleichnamigen Verwaltungsgemeinschaft, der Vierkirchen angehört und die durch die Fusion Einwohner verlieren würde, hat vom Widerspruchsrecht gegen den Bescheid des Landratsamts Gebrauch gemacht. Der Widerspruch hat aufschiebende Wirkung. Aus diesem Grund bestehen die Gemeinden Waldhufen und Vierkirchen auch im Jahr 2025 fort.

## Geographie
Die geplante Gemeinde läge im mittleren Westen des Landkreises Görlitz. Waldhufen-Vierkirchen würde an Hohendubrau, Königshain, Reichenbach/O.L., Löbau, Quitzdorf am See, Niesky, Kodersdorf im Landkreis Görlitz sowie an Weißenberg im Landkreis Bautzen grenzen und damit rund 15 km östlich von Bautzen und 12 km westlich von Görlitz liegen. Durch die Gemeinde würde die Bundesautobahn 4 verlaufen. Im Süden der Gemeinde prägen die Königshainer Berge, also eine sanfte Hügellandschaft, die Landschaft.
Die neue Aufteilung der Ortsteile wird durch den Beschluss der neuen Hauptsatzung festgelegt. Die bisherigen Ortsteile und Dörfer sind wie folgt aufgelistet:
| Waldhufen                                                                                       | Waldhufen                                                                                       | Vierkirchen                                                                      | Vierkirchen                                                                      |
| - Diehsa - Jänkendorf - Nieder Seifersdorf - Thiemendorf                                        | 540 Einwohner 873 Einwohner 729 Einwohner 228 Einwohner                                         | - Arnsdorf-Hilbersdorf aus Arnsdorf und Hilbersdorf - Buchholz - Melaune         |                                                                                  |
| Attendorf, Baarsdorf zu Nieder Seifersdorf Ullersdorf, Wilhelminenthal, Schäferei zu Jänkendorf | Attendorf, Baarsdorf zu Nieder Seifersdorf Ullersdorf, Wilhelminenthal, Schäferei zu Jänkendorf | Döbschütz, Prachenau zu Melaune Rotkretscham, Tetta, Wasserkretscham zu Buchholz | Döbschütz, Prachenau zu Melaune Rotkretscham, Tetta, Wasserkretscham zu Buchholz |
| gesamte Einwohner:                                                                              | 2370 (2023)                                                                                     | gesamte Einwohner:                                                               | 1639 (2023)                                                                      |

## Geschichte
Seit Anfang 2024 hatten Arbeitsgruppen aus beiden Gemeinden einen Fusionsvertrag erarbeitet. Die Fusionsvereinbarung wurde in beiden Gemeinden durch einen Bürgerentscheid mit Zweidrittelmehrheit angenommen.
Am 20. Dezember 2024 genehmigte der Landkreis Görlitz die Gemeindevereinigung zur neuen Gemeinden Waldhufen-Vierkirchen. Die neue Gemeinde gehört dem Verwaltungsverband Diehsa an. Vierkirchen ist damit zum Jahresende 2024 auch aus der Verwaltungsgemeinschaft Reichenbach/O.L. ausgeschieden. Gegen diese Entscheidung des Landkreises hat Reichenbach/O.L. als erfüllende Gemeinde der Verwaltungsgemeinschaft Reichenbach Widerspruch eingelegt. Der Widerspruch hat aufschiebende Wirkung, was dazu führt, dass die Fusionsgemeinden vorerst fortbestehen.
Am 2. Juli 2025 gab das Verwaltungsgericht Dresden den Eilantrag der Stadt Reichenberg statt. Damit wurde die Fusion bis zur Hauptsacheentscheidung verhindert. Gegen den Beschluss ist Beschwerde zum Sächsischen Oberverwaltungsgericht in Bautzen zulässig. Zur Begründung der Einstscheidung gab das Gericht bekannt, dass die Fusionsentscheidung und der damit verbundene Austritt aus der Verwaltungsgemeinschaft sich nachteilig auf das Selbstverwaltungsrecht Reichenbachs auswirken könnte.

## Politik

### Gemeinderat
Der neue Gemeinderat wird bis zur Kommunalwahl 2029 aus den bisherigen Gemeinderäten, die erst 2024 gewählt wurden, bestehen. Die Wahlergebnisse sind hier dargestellt:
| Gemeinderat ab 2025Insgesamt 25 Sitze - FWV: 4 - AWV: 3 - WV BT: 3 - FWW: 12 - CDU: 2 - AfD: 1 Ein Sitz bleibt unbesetzt. Der Gemeinderat verkleinert sich entsprechend. | Liste                                                | 2024 (W.) | 2024 (W.) | 2024 (V.) | 2024 (V.) |
| Gemeinderat ab 2025Insgesamt 25 Sitze - FWV: 4 - AWV: 3 - WV BT: 3 - FWW: 12 - CDU: 2 - AfD: 1 Ein Sitz bleibt unbesetzt. Der Gemeinderat verkleinert sich entsprechend. | Liste                                                | Sitze     | in %      | Sitze     | in %      |
| Gemeinderat ab 2025Insgesamt 25 Sitze - FWV: 4 - AWV: 3 - WV BT: 3 - FWW: 12 - CDU: 2 - AfD: 1 Ein Sitz bleibt unbesetzt. Der Gemeinderat verkleinert sich entsprechend. | Freie Wählervereinigung Waldhufen                    | 12        | 82,3      | —         | —         |
| Gemeinderat ab 2025Insgesamt 25 Sitze - FWV: 4 - AWV: 3 - WV BT: 3 - FWW: 12 - CDU: 2 - AfD: 1 Ein Sitz bleibt unbesetzt. Der Gemeinderat verkleinert sich entsprechend. | CDU                                                  | 2         | 17,7      | —         | —         |
| Gemeinderat ab 2025Insgesamt 25 Sitze - FWV: 4 - AWV: 3 - WV BT: 3 - FWW: 12 - CDU: 2 - AfD: 1 Ein Sitz bleibt unbesetzt. Der Gemeinderat verkleinert sich entsprechend. | Freie Wählervereinigung Arnsdorf-Hilbersdorf         | —         | —         | 4         | 38,7      |
| Gemeinderat ab 2025Insgesamt 25 Sitze - FWV: 4 - AWV: 3 - WV BT: 3 - FWW: 12 - CDU: 2 - AfD: 1 Ein Sitz bleibt unbesetzt. Der Gemeinderat verkleinert sich entsprechend. | Aktive Wählervereinigung Döbschütz/Melaune/Prachenau | —         | —         | 3         | 23,6      |
| Gemeinderat ab 2025Insgesamt 25 Sitze - FWV: 4 - AWV: 3 - WV BT: 3 - FWW: 12 - CDU: 2 - AfD: 1 Ein Sitz bleibt unbesetzt. Der Gemeinderat verkleinert sich entsprechend. | Wählervereinigung Buchholz/Tetta                     | —         | —         | 3         | 22,6      |
| Gemeinderat ab 2025Insgesamt 25 Sitze - FWV: 4 - AWV: 3 - WV BT: 3 - FWW: 12 - CDU: 2 - AfD: 1 Ein Sitz bleibt unbesetzt. Der Gemeinderat verkleinert sich entsprechend. | AfD                                                  | —         | —         | 1         | 15,1      |
| Gemeinderat ab 2025Insgesamt 25 Sitze - FWV: 4 - AWV: 3 - WV BT: 3 - FWW: 12 - CDU: 2 - AfD: 1 Ein Sitz bleibt unbesetzt. Der Gemeinderat verkleinert sich entsprechend. | Wahlbeteiligung                                      | 80,6 %    | 80,6 %    | 79,4 %    | 79,4 %    |

### Bürgermeister
Die beiden Bürgermeister der Fusionsgemeinden verlieren mit etwaiger Fusion ihr Amt. Eine Bürgermeisterwahl soll unmittelbar im Anschluss an den Vollzug der Gebietsneuordnung erfolgen.

## Belege
1. ↑  Ingo Kramer: Vierkirchen und Waldhufen fusionieren: Gemeindevereinbarung zum 1. Januar 2025 genehmigt. 30. Dezember 2024, abgerufen am 30. Dezember 2024.
2. ↑  Landratsamt Görlitz genehmigt die Gemeindevereinigung von Vierkirchen und Waldhufen. Abgerufen am 27. Dezember 2024.
3. ↑  Ingo Kramer: Fusion von Vierkirchen und Waldhufen: Reichenbach zieht vor Gericht. 30. Dezember 2024, abgerufen am 31. Dezember 2024.
4. ↑  Referat Kommunikation und Öffentlichkeitsarbeit, Verwaltungsgericht Dresden: Verwaltungsgericht stoppt Zusammenschluss zweier Gemeinden im Landkreis Görlitz. 2. Juli 2025, abgerufen am 2. Juli 2025.
5. ↑  Knut-Michael Kunoth: Gericht stoppt Gemeindeehe im Kreis Görlitz. Radio Lausitz, 2. Juli 2025, abgerufen am 2. Juli 2025.
6. ↑  Referat Kommunikation und Öffentlichkeitsarbeit: Wahlergebnisse - Wahlen - sachsen.de. Abgerufen am 27. Dezember 2024.
7. ↑  Referat Kommunikation und Öffentlichkeitsarbeit: Wahlergebnisse - Wahlen - sachsen.de. Abgerufen am 27. Dezember 2024.